# Деглавс Арнольд Фрідрихович
Арнольд Фрідрихович Деглавс (Деглав) (латис. Arnolds Deglavs, 15 жовтня 1904, місто Лібава Гробіньського повіту Курляндської губернії, тепер Лієпая, Латвія — 22 жовтня 1969, місто Юрмала, тепер Латвія) — латиський радянський діяч, голова Ризького міськвиконкому. Кандидат в члени ЦК КП(б) Латвії (в 1940—1949 роках), член ЦК КП(б) Латвії (в 1949—1951 роках), член Ревізійної комісії ЦК КП Латвії (до 1969 року). Депутат 4-го Сейму Латвії (1933—1934). Депутат Верховної ради Латвійської РСР (1947—1951, 1963—1969). Депутат Верховної ради СРСР 3-го скликання.

## Життєпис
Народився в родині робітника-докера порту. Навчався в гімназії міста Лієпаї, яку закінчив у 1925 році. Одночасно з 1919 року працював вантажником у порту Лієпаї, наймитував у заможних селян. З юнацьких років перебував під впливом соціал-демократичних та комуністичних ідей.
У 1925 році поступив на економічний факультет Ризького університету. Одночасно працював вантажником у Ризькому порту.
Член Комуністичної партії Латвії з 1927 року.
З 1927 року працював у лівих профспілках Латвійської республіки, був редактором газети «Праця й хліб» та пропагандистом у Ризі та Лієпаї.
У травні 1928 року заарештований за виступ на першотравневому мітингу, але незабаром звільнений із в'язниці. Потім був заарештований восени 1928 та на початку 1929 року. Відбув чотири роки ув'язнення, в 1933 році був амністований.
У 1931 році балотувався до 4-го Сейм Латвії за списком Робітничо-селянської партії. Спочатку не був обраний, але в 1933 році отримав мандат після виключення із Сейму депутата-однопартійця Фріціса Берга. Після перевороту в травні 1934 року та розпуску партій знову заарештований та засуджений до шести років каторги. У 1934 році був заочно виключений із університету.
Після окупації Латвії радянськими військами вийшов з в'язниці. З 4 по 9 липня 1940 року був секретарем Центральної виборчої комісії із виборів до Народного Сейму Латвії.
У листопаді 1940 — червні 1941 року — голова виконавчого комітету Ризької міської ради депутатів трудящих.
Під час німецько-радянської війни влітку 1941 року був військовим комісаром винищувального батальйону та 2-го Латвійського стрілецького полку Червоної армії, воював на території Латвії, Естонії та біля Ленінграду. Потім перебував у евакуації в РРФСР та Узбецькій РСР (місто Ташкент), був повноважним представником РНК Латвійської РСР та ЦК КП(б) Латвії в Середній Азії. Після окупації Червоною армією Риги в жовтні 1944 року повернувся до міста.
У жовтні 1944 — серпні 1951 року — голова виконавчого комітету Ризької міської ради депутатів трудящих. Був звільнений з посади через катастрофу прогулянкового пароплава «Маяковський», який затонув 13 серпня 1950 року.
З 1951 до 1956 року працював у Латдержвидаві.
У 1956—1961 роках — заступник голови виконавчого комітету Ризької міської ради депутатів трудящих.
У 1961 — 22 жовтня 1969 року — голова виконавчого комітету Юрмальської міської ради депутатів трудящих.
Помер 22 жовтня 1969 року.

## Нагороди
- орден Леніна
- орден Вітчизняної війни І ст. (1946)
- орден Трудового Червоного Прапора
- медалі